# 리바이 아커만
리바이 아커만(일본어: リヴァイ・アッカーマン 리바이 앗카만[*], 독일어: Levi Ackermann, 영어: Levi Ackerman)은 진격의 거인의 등장인물이자 주요 인물이다.
조사병단의 서열 2위이며, 현재 직급은 병장이다. 820년대 쿠셸 아커만의 아들로 월 시나의 지하도시에서 태어났다.
케니 아커만에 의해 양육되었고 844년 조사병단에 입단하였다. 페트라 랄, 오르오 보자드, 군터 슐츠, 엘드 진과 엘런 예거 등 조사병단 정예들로 구성된 조사병단 특수작전반 (리바이반)의 병사장이고 제 57회 방벽 외부 조사에서 리바이반에서는 엘런 예거와 함께 유이하게 생존하였다. 이후 엘런 예거, 히스토리아 레이스, 사샤 브라우스, 코니 스프링거, 장 키르슈타인, 아르민 알레르토, 미카사 아커만으로 구성된 新(신) 리바이반을 조직하였다. 850년, 엘빈 스미스의 명령에 따라 왕정을 뒤엎는 반왕정 쿠데타에서 중요 역할을 하였다. 850년의 월마리아 최종 탈환 작전의 시간시나구 전투에서 짐승거인을 토벌하면서 혁혁한 공을 세웠고 히스토리아 레이스 여왕에게 훈장을 받았다. 이때 작가는 모두가 짐승 거인을 무서워해도 리바이에게는 썰기 좋은 고깃덩이라고 표현했다. 854년에도 조사병단 최강으로 지크 예거를 감시하는 역할을 맡았다. 원작 125화를 기준으로 구사일생으로 한지와 함께 살아남았으며 다시 성으로 돌아왔다.
리바이 아커만은 작중 인류 최강의 병사(Humanity's strongest)로 평가받는다. 입체기동장치 기동 능력, 신체적 능력, 대인전투 등 모든 능력에서 다른 병사들을 압도적으로 능가한다. 그는 현재까지 공식적으로 89구의 거인을 토벌했으나 실제 토벌한 거인수는 약 200구 이상으로 셀 수 없이 많다. 그의 직급은 병사장이며, 벽 안 인류 사회에서 굉장히 높은 지위에 있다. 그는 진격의 거인 내에서 가장 인기가 많은 등장인물이다.

## 공식 능력치
| 공식 능력치 | 수치 |
| ----------- | ---- |
| 결벽증      | 10   |
| 두뇌전      | 8    |
| 협조성      | 2    |
| 행동력      | 10   |
| 격투술      | 11   |
| 평가        | A++  |

## 정보
리바이 아커만은 키 160cm에 몸무게 65kg인 건장한 성인 남성이다. 854년 기준 조사병단에서 가장 키가 작은 병사이다. 몸무게가 65kg으로 키에 대비해 상당히 무거운데 이는 아커만 가문의 특성인 골밀도 때문이다. 쿠데타 당시에 부상을 입어 사샤 블라우스에게 치료를 받았을 때, 상의를 벗었는데 상당한 근육질인 것으로 드러났다. 리바이 아커만의 생년은 아직까지 밝혀지지 않았다. 이사야마 하지메의 인터뷰에 따르면 그는 850년 당시 30대 중반으로 설정되었다. 진격의 거인 팬들은 그가 35세라고 추정하나 확정된 것은 아니다. 854년 현재 그는 30대 후반에서 40대 초반으로 추정된다. 그의 얼굴은 나이에 맞지않은 동안이다. 리바이 아커만의 생일은 12월 25일이다.
리바이 아커만은 심각한 결벽증을 앓고있다. 그는 청소가 안 되어있는 상태를 극도로 혐오하며 언제나 청소를 최우선 순위로 생각한다. 외전인 <후회 없는 선택>에서 그는 청소가 덜되어있는 숙소를 보고 상관에게 반항하였다. 엘런 예거가 편입된 이후 본부를 옮길 때도 청소부터 했고 신리바이반 구성 직후에도 청소 상태를 게을리한 것에 대해 반원들에게 짜증을 냈다. 외전에서도 청소를 중요시 하는 모습을 보이는 것으로 보아, 그의 결벽증적 태도는 상당히 오래된 버릇인 것으로 보인다. 지하도시에 살면서 위생적이지 못하면 병에 걸리는 등의 모습을 많이 봐서 그런 것으로 추정된다. 홍차를 굉장히 좋아한다. 언제나 홍차를 입에 달고 다니고 식사도 홍차로 대신한다. 하지만 다른 사람들과는 달리 찻잔의 손잡이가 아닌 윗부분을 잡는다. 작가는 예전에 손잡이를 잡았다가 깨뜨려 겨우 구한 홍차를 못마시게 되어서 그런 버릇이 생겼다고 한다. 클로즈업 인터뷰에서 그는 거인이 모두 구축되면 벽 아래에서 찻집을 하고 싶다고 하였다. 작가 블로그에 따르면 우유도 선호한다고 한다. 그는 보통 2시간에서 3시간 밖에 자지 않는다. 그것도 군복을 벗지 않은 채 의자에 앉아서 잔다. 따라서 그는 만성적 수면 부족 상태이다. 벽외 조사를 나가지 않을 때에는 업무 보고가 산더미 같이 많기 때문에 잘 시간이 부족하다. 로드 레이스의 거인화 이후에 그의 거인화 때문에 보고할 것이 산더미라고 불평을 하였다. 또한 그의 작은 키는 그의 가장 큰 트라우마인데 작가와의 인터뷰에 따르면, 그는 더 키가 자라고 싶다는 꿈을 자주 꾼다고 한다. 조사병단 내에서 가장 키가 큰 미케 자카리아스와는 키 차이가 36cm나 나며, 그의 삼촌인 케니 아커만과는 무려 38cm나 차이가 난다. 그가 키가 작은 것은 어릴 적의 영양실조 때문이다. 작품 내에서 그가 키가 작은 것은 자주 강조되며, 3기에서는 케니 아커만이 그를 땅딸보 자식이라고 놀리는 것이 나온다.
여자에 대해서 별 관심은 없는 것으로 보인다. 그의 입을 옮기면 예전에는 여자가 있었는데 지금 나 같은 성격에 여자가 붙을 성격도 아니라고 한다. 조사병단 내에 친구도 별로 없고 그나마 있는 친구도 한지 조에를 제외하면 모두 사망하였다. 지하도시에 있을 적에 같이 붙어다니던 친구 사이였는데, 제 23회 벽외조사 때 파란 처치,이자벨 매그놀리아가 사망했고 이후로 그 둘만큼 친하게 지냈던 사람은 없었다. 그때 동료를 죽인 기행종을 잔인하게 없앤다. 부하는 리바이반 반원으로 사망한 부하들은 페트라 랄, 오르오 보자드, 군터 슐츠와 엘드 진, 신 리바이반의 사샤 브라우스, 엘런 예거이고 현재까지 살아있는 부하는 장 키르슈타인, 코니 스프링거, 아르민 아를레르트, 미카사 아커만 뿐이다.

### 이름
리바이의 이름인 리바이 아커만에서 리바이는 원작자인 이사야마 하지메가 감상한 다큐멘터리에서 인상 깊게 눈여겨본 남자아이의 이름에서 따왔다. 근본적인 유래는 성경에 등장하는 레위기의 레위(Levi)에 기반을 둔다.(독일식으로 읽으면 레피 아커만이다) 성경에 근거를 둔 이름이 많은 독일계 유대인들의 이름으로 많이 쓰이는 성이며, 독일 본토에서는 레피라고 읽는다. 아커만 역시 독일계 성씨로, 예거나 브라운처럼 많이 쓰이는 성씨는 아니지만 꽤 많이 쓰이는 성씨이다. Ackermann은 농부 혹은 들판 노동자를 뜻하는 단어이다. 같은 성을 가진 인물로는 <괴테와의 대화>로 유명한 요한 페터 에커만(Johann Peter Eckermann, 아커만이 변형), 독일민주공화국의 사회주의 정치인이었던 안톤 아커만, 키프로스 은행과 도이체 방크의 CEO인 요제프 아커만과 독일의 수학자 빌헬름 아커만이 있다. 영문 공식 표기법은 'Levi Ackerman'으로 Ackermann이 변형된 것이다. 리바이 아커만 본인의 이름의 모티브가 된 레위 일가는 구약성경의 레위기에서 모세의 명령에 따라 우상숭배를 한 동포 3000명을 살해했고 이 공로로 제사장의 자리에 오르는데, 본래 인간이었던 거인들을 리바이가 도륙해 인류의 영웅이 된 것과 모습이 어느 정도 일치한다. 불우했던 어린 시절 때문에 리바이 아커만은 35세가 되기까지 본인 성을 몰랐지만 케니 아커만이 죽기 직전에 리바이의 성이 아커만이라는 것을 알려줘 풀네임이 공개되었다. 미카사 아커만과는 친척 관계이다. 리바이 아커만의 가문인 아커만 가문은 작품 내에서 굉장히 중요한 역할을 차지한다.

### 성격
리바이 아커만의 가치관은 현실주의와 후회 없는 선택이다. 두 가치관이 확립된 것은 844년 첫출전에서 그가 친하게 지내왔던 친구 2명이 거인에 의해서 살해된 이후, 엘빈 스미스를 주군으로 모시게 되면서이다. 이때 분노를 이기지 못하고 엘빈 스미스를 죽이려 하였다.
리바이 아커만은 보통의 사람이 접근하기 어려운 스타일의 나쁜 성격을 가지고 있다. 게다가 말을 가리지 않기에 시간시나구 전투에서 지크 예거가 돌을 던진 상황에서 "** **들아!" 라고 욕설을 하였다. 남에게 잘 마음을 열지를 않는 성격으로 엘빈 스미스, 한지 조에를 제외하면 친구라고 부를 수 있는 사람도 없고 말도 거칠다. 그가 말로써 존중하는 대상은 그가 인격적으로 존중하는 대상 뿐이다. 심의소에서 리바이 아커만은 헌병단에게 엘런 예거를 감당할 힘이 없다고 비난했고 상인들을 돼지라고 조롱했다. 그는 종종 헌병단에 적개심을 드러낸다. 지하도시에서 헌병단과 자주 싸우기도 하였고 조사병단에 대한 지속적 방해 때문에 헌병단에게는 극도의 불신감을 보이고 있다. 또한 부하에게도 남들보다는 덜하지만 하는 정도가 심하다. 엘런 예거를 심의소에서 폭행하였고 (만화판 기준) 여왕이 되기를 거부하는 히스토리아 레이스의 멱살을 잡고 협박하였다. 그는 자신의 상관한테도 종종 무례한 태도를 보인다. 도트 픽시스 주둔병단 남부사령관, 나일 도크 헌병단 단장, 한지 조에 제 4분대장, 엘빈 스미스 조사병단 단장에게도 온갖 막말을 해댄다. 그의 친구이자 상관인 한지 조에는 클로즈업 인터뷰에서 그가 너무 행동과 말이 거칠어 가까이 하기 힘든 사람이라고 평가하였다.
그러나 리바이의 부하들을 대하는 태도는 상당히 괜찮다. 페트라 랄이 그를 대하는 태도로 봐서 그가 인격적으로 부하를 모독하는 일은 없었던 듯 하며, 오히려 부하들의 안전을 상당히 생각해줬으며 부하들도 그를 신뢰했던 모양이다. 이후 페트라 랄을 포함한 리바이반 전원이 사망하자 상당히 분노한 표정을 지었고, 페트라 랄의 아버지가 그에게 말을 걸었을 때 겨우 어두운 표정을 지었다. 왕정 쿠데타 때에는 아르민 알레르토를 칭찬하며 만약 너가 없었더라면 장 키르슈타인은 여기에 없었을 것이라며 위로를 해줬다. 시간시나구 전투에서 초대형 거인이 거인화하자 리바이반의 목숨을 걱정한다. 854년 지크 예거와의 전투에서 부하들이 모두 거인이 돼 비참한 표정을 짓는다. 한지 조에는 그래도 가까이 지내보면 그가 부하에게 상당히 따뜻한 사람이라는 것을 알게 될 것이라고 증언했다. 또 잘 드러나지는 않으나 그는 상당한 도덕성을 가진 인물로, 거인의 정체가 인간이었다는 것이 드러나자 웃음을 지은 엘빈 스미스와 다르게 죄책감을 느끼는 모습을 보여줬다. 이때 리바이가 "그럼 내가 여태껏 사람 새끼들을 죽이고 날아다녔다는 건가.."라고 이야기했다.
리바이 아커만은 예의를 잘 지키지 않는 성격의 인물이다. 지하도시의 깡패 출신이기 때문에 어쩔 수 없는 점이다. 상관이기도 하지만 동시에 친구인 엘빈 스미스나 한지 조에는 그렇다 치더라도 다른 병단의 단장인 나일 도크나 도트 픽시스, 다리우스 작클레에게도 예의를 지키지 않는다. 작클레와의 대화 때에는 아예 등을 지고 대화할 정도이다.
리바이 아커만은 조사병단 내에서 한지 조에 다음으로 실전 경험이 많은 병사인 만큼 정신력이 매우 강인하다. 동료나 친구들도 한지 조에를 제외하고 모두 죽었는데도 그 결과에 대해 딱히 트라우마를 보이지 않는다. 묘사되지는 않지만 꽤 오랜 기간 동안 알고 지내왔던 미케 자카리아스가 전사했음에도 큰 영향을 받지 않은 듯 하다. 구 리바이반 반원들의 사망이나 엘빈 스미스 혹은 사샤 브라우스의 죽음에 대해서는 표정 외에는 별다른 변화가 없어보인다. 4년 동안 부하로 뒀던 사샤 브라우스가 가비 브라운의 총에 맞아 죽어 한지 조에도 충격을 받았는데 그만이 동요하지 않았다. 하지만 워낙 표정이 없이 묘사되기 때문에 자세한 것은 알 수 없다. 일반인이라면 몇번이나 외상 후 스트레스 장애에 걸릴 수 있는 일인데도 별다른 반응을 보이지 않는 것은 그만큼 그가 강인한 정신력을 가졌다는 뜻일 것이다.

## 능력
리바이 아커만은 인류 최강의 병사이다. 그의 가치는 일개 여단 혹은 병단 전체와 맞먹는다고 여겨진다. 그는 믿을 수 없을 정도로 입체기동장치를 다루는 실력이 능숙하다. 입체기동장치를 손과 발처럼 다루고 다니며 모든 조사병단 병사가 실패한 여성형 거인 무력화에 성공했다. 입체기동이 너무 빨라서 경질화하기도 전에 근육을 모두 베어버려 여성형거인을 거동 불가 수준까지 만들었다. 
리바이 아커만이 이렇게 강해질 수 있었던것은 아커만 가문의 특성인 각성 때문이다. 그러나 외전에서의 묘사로는 각성 전에도 상당히 강력하였고 입체 기동 능력은 웬만한 조사병단 엘리트들을 능가하는 수준이었다. 각성 전에 파란 처치와 거인 토벌에 성공했는데 거인 1구에 왠만한 조사병단 3명이 달라붙어야 하는 것을 보면 각성 전에도 이미 충분히 강했다는 것을 알 수 있다. 지하도시에서 조사병단 최강이었던 미케 자카리아스와 1대1로 맞붙어 접전을 펼칠 정도로 강했다. 리바이 아커만이 어릴 적 케니 아커만에게서 칼 잡는 법 등의 교육을 받았고, 강도짓을 하면서 헌병단에게 자주 쫓겼기 때문에 이와 같은 실력이 된 것으로 추정된다. 첫 출전 이후의 각성 이후에는 에르빈 스미스를 주군으로 여기고 엄청난 실력을 보였다.
전술적으로 어떤 쪽이 이익이 되는지 판단하는 힘도 뛰어나다. 여성형 거인을 완전히 구축하는 것은 불가능함을 파악하고 엘런 예거의 재탈환만을 목적으로 전투에 임했고 그의 부상까지 감수하며 미카사 아커만을 여성형의 공격에서 구해냈다. 그는 전술적 작전을 취할 때 최대한 부하의 목숨을 구하는 쪽으로 작전을 구상한다.

### 전투 능력
작중에서 최강자라고 불리는 만큼 전투능력이 어마무시하다. 조사병단에 입단하기 전부터 이미 조사병단의 1인자였던 미케 자카리아스와 접전을 할 정도였으며 첫 벽외조사 때에 신병이였던 파란 처치와 단 둘이서 거인을 토벌했다. 거인 1구에 앵간한 조사병단 3명이 들러붙어야 하는 것을 보면 이미 대거인전에서의 능력도 앵간한 조사병단을 뛰어넘었다. 파란 처치와 이자벨을 죽인 4족보행 기행종을 죽일 때 아커만가문의 능력인 각성을 했다. 리바이 아커만은 대거인전 때 공중에서 고속으로 회전해 거인을 토벌한다. 리바이는 칼을 역수로 쥐기 때문에 회전력이 한층 더 높아진다. 특별한 경우(분노, 아홉거인과의 전투)를 제외하면 거인의 목덜미만을 도려내는 형식으로 싸우는데, 특별한 경우(분노, 아홉거인과의 전투)에는 눈, 팔, 다리 등을 베는 등의 행동을 하며 전투에 임한다.
리바이는 키가 160cm이고 근육밀도가 높아 공기저항을 적게 받아 입체기동에 신체적으로 유리하다. 또 그는 전술적으로도 상당히 뛰어나 주변에 있는 물건을 전투에 활용하는 능력이 강하다. 이 점은 왕정쿠데타 때 잘 드러나는데 케니 아커만과의 전투에서 한 술집에 고립된 리바이 아커만은 술병에 비친 케니의 모습으로만 위치를 파악해, 총을 거꾸로 쏴 그를 명중시켜 부상을 입혔다. 의자를 던져 시야를 돌린 뒤 술집에서 빠져나와 입체기동장치의 앵커로 병사 한 명을 살해한 뒤 그 시체를 방패 삼아 돌진한 뒤 칼을 사용해 2명을 한꺼번에 살해하였다. 이때 케니 아커만은 "귀여운 면이라고는 찾을 수가 없구만." 이라고 말했다.
리바이 아커만은 인류 최강의 병사인만큼 그의 가치는 일개 여단 혹은 병단 전체와 맞먹는다고 여겨진다. 844년부터 854년까지 10년동안 조사병단에서 근무하면서 토벌한 거인 수가 그동안 다른 조사병단 병사들이 토벌한 거인 수 보다 많고, 지금까지 작품에서 공식적으로 토벌한 거인 수만 89구이다. 시간시나구 전투에서는 짐승과 맞서는 게 힘들 것이라는 평가가 많았지만, 짐승거인 옆에 일렬로 서있는 거인들을 모조리 토벌하고 짐승거인을 3분 만에 모두 말 그대로 난도질하였다. 짐승거인이 경질화를 시도하였음에도 입체기동 속도가 경질화 속도보다 빨라서 처참히 패했고, 짐승거인의 계승자인 지크 예거는 현재 시점인 854년까지 아커만 가문인 미카사, 리바이와는 다시는 만나고 싶지 않다며 공포심을 드러냈다. 854년, 리바이에 의해 포획된 지크 예거는 왕가의 힘을 이용해 리바이를 곤경에 처하게 하였으나 무용지물로 당하고 뇌창에 맞아 몸이 두동강난 채 내장까지 삐져나온 상태로 압송되었다. 대거인 전투 뿐 아니라 대인전투 역시 인류 최강으로, 반왕정 쿠데타 때는 최소한 12명의 중무장한 중앙헌병단 병사들을 살해했다. 레이스 가문 영지의 벽의 왕의 거처에서의 활약 역시 훌륭해 중앙헌병단 행동대장 케니 아커만에게 치명상을 입혔다. 시간시나구 전투에서는 라이너 브라운의 목을 베어내서 즉사 일보직전까지 만들었다. 만화판에서의 묘사로 라이너 브라운은 이 사건으로 인해 4년 동안 악몽에서까지 리바이 병장을 볼 정도로 심각한 PTSD에 시달렸다. 애니에서는 리바이가 아닌 미카사가 나온다.

## 생애

### 지하도시
리바이 아커만은 815년(추정) 12월 25일 매춘부 쿠셸 아커만의 아들로 태어났다. 출생지는 월 시나 지하도시의 매음굴로, 거인을 피해 지은 도시였다가 계획이 파기되어 버려진 무법지대였다. 리바이의 어머니는 그가 매우 어릴 적에 돌아가셨기 때문에 쿠셸과 면식이 있었던 칼잡이 케니 아커만이 리바이를 양육하게 되었다. 리바이는 케니에게서 칼 휘두르는 법 등 지하도시에서 살아남는 법을 배우며 육체적 훈련을 받았다. 리바이는 케니에게 인정받기 위해 열심히 노력하였지만, 그가 어느 정도 기술을 익히자 케니는 스스로 부모가 될 수 없다 생각하여 그의 곁을 떠났다. 리바이 아커만은 이때 배운 기술을 이용해 지하도시에서 이름이 널리 알려진 강도가 되었다. 그의 동료이자 친구인 파란 처치, 이자벨 매그놀리아와 함께 활동하였으며 독학으로 배운 입체기동장치를 사용해 강도질을 벌였다. 이로 인해 헌병단과 자주 교전을 벌였고 입체기동능력이 크게 향상되었다. 이자벨 매그놀리아의 대사에 따르면 헌병단과 굉장히 자주 만난 것으로 보이며 또 리바이의 입체기동 실력은 헌병단을 월등히 능가한 것으로 추정된다. 844년, 엘빈 스미스와 미케 자카리아스로 구성된 조사병단 진압대가 지하도시로 투입되어 리바이 아커만을 조사병단에 등용시켰다. 리바이 아커만은 귀족인 니콜라스 로보프 의원의 제안을 받고 이 기회를 이용해 에르빈 스미스를 죽이고 조사병단 해체의 명목이 될 문서를 입수하기로 한다. 그와 그의 친구들은 노력하여 문건을 찾으려 하였으나 찾을 수 없었고 그러던 와중에 첫 출전을 나가게 되었다. 리바이 아커만과 파란 처치, 이자벨 매그놀리아는 플라콘 달렛의 부대에 소속되어 첫 출전을 나갔다. 그러나 리바이 아커만을 제외한 플라콘 달렛 부대가 전멸했고 리바이 아커만은 크게 분노해 거인들을 토벌했다. 이 모습을 본 에르빈 스미스는 너의 선택의 결과라며 후회 없는 선택을 하라는 조언을 하였고, 리바이 아커만은 이에 설득되어 조사병단에 공식적으로 입단하였다. 에르빈 스미스의 조언이었던 후회 없는 선택은 그의 좌우명이기도 하다.

### 1기

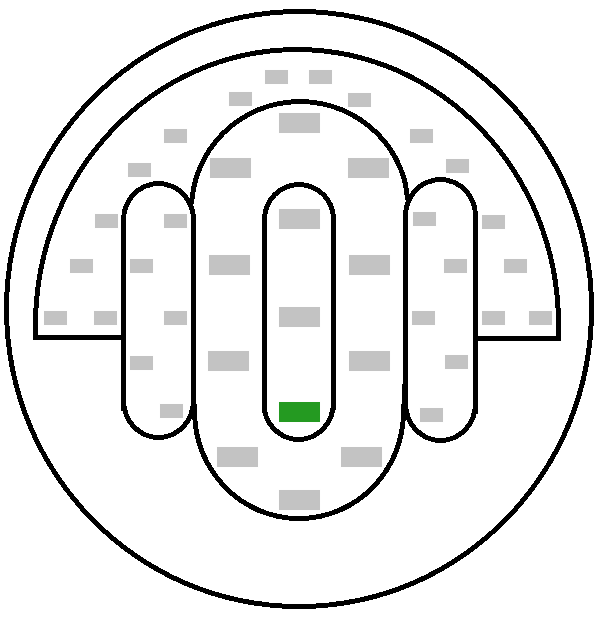
리바이반의 장거리 수색진 위치

- 4화 해산식의 밤 - 13화 원초적 욕구

훈련병단 해산식 다음날, 조사병단은 제 56회 방벽 외부조사에 나서게 되었다. 구경하러 온 사람들이 리바이 병장에 대한 소문을 말하면서 처음으로 언급된다. 소문에 의하면 인류 최강 리바이의 실력은 일개 여단에 맞먹는 수준이라고 한다. 리바이는 이런 모습을 보고 "칫, 시끄럽군"이라며 퉁명스럽게 혼잣말을 한다. 한지 조에는 이 모습을 보고 아무리 인류 최강이라 불릴지라도 가까이 지내보면 그의 결벽증을 알게되면 절대 가까이 하지 않을 거라며 농담을 한다. 방벽 외부조사에서 이름이 알려지지 않은 조사병단 단원 한 명이 거인에게 물려있자, 리바이는 거인을 죽이고 추가로 2마리를 도륙한다. 거인에게 물려 죽어가는 단원의 손을 잡아주고 반드시 거인을 구축하겠다며 그를 위로한다. 상관 에르빈 스미스가 어서 트로스트구로 돌아가야 한다고 명령하자, 겨우 이만큼 왔는데 그럼 내 부하들의 목숨은 개죽음인거냐고 반발한다. 에르빈이 시간시나구 습격 때처럼 뭔가 생긴 모양이라고 하자 살짝 놀란 모습을 보인다.
트로스트구로 돌아간 리바이는 거인화가 풀린 에렌 예거와 그의 동료들이 몰려오는 거인에게 먹힐 위기에 처하자 몸을 360도로 회전시키며 2마리를 또 다시 죽인다. 이 장면은 진격의 거인 1기에서 가장 인상깊은 장면으로 꼽히기도 한다.
- 14화 아직 눈을 볼 수 없어

심의소 지하에 묶여있는 엘런 예거를 상관 에르빈과 함께 면회하러 간다. 엘런을 자신의 특별작전반 (리바이반)에 편입시키게 해달라고 에르빈에게 부탁한다. 그러면서 엘런을 신뢰하기 때문이 아니라 여차할 때 대응할 수 있기 때문에 맡는 것이라고 엘런에게 말한다. 엘런이 조사병단에 들어가서 거인들을 모두 때려 죽이고 싶다고 하자 나쁘지 않다고 한다. 다음날 에르빈과 함께 엘런 예거에 대한 심의에서 조사병단 측 병사로 등장한다. 한 상인이 엘런 예거를 이용한 월마리아 탈환 작전에 회의감을 드러내며 이제야말로 월 로제의 모든 문을 덧대어 막아야한다고 하자, 리바이는 상인에게 돼지새끼라며 욕을 하고 문을 파묻는 동안 거인이 기다려줄 보장이라도 있냐며 일침을 놓는다. 엘런 예거가 폭주해서 헌병단을 비난해, 헌병단이 엘런 예거를 사살하려고 하자 에렌을 구하기 위해 발로 걷어 찬다. 엘런 예거가 폭행을 당하자 미카사 아커만은 크게 놀라며 리바이를 죽일 듯이 바라본다. 헌병단 단장 나일 도크가 이러다가 거인화하면 어쩔거냐고 리바이를 말리자, 리바이는 어차피 이 놈을 해부할건데 뭔 상관이냐며 엘런을 자신이 책임질 수 있다는 것을 입증했다. 다리우스 작클레는 이 모습을 보고 엘런 예거를 조사병단에게 넘긴다. 한지 조에는 리바이가 너무 세게 때렸다며 이가 부러졌다며 리바이에게,엘런의 이를 보여주며 핀잔을 한다. 이에 리바이는 기분 나쁘니 보여주지 말라고 한다. 이때 엘런에게 자신이 밉냐고 물어봤고, 엘런은 리바이에게 자신을 구하기 위한 어쩔 수 없는 연출이었다고 생각했다고 말한다. 엘런 예거는 이때 사건 이후로 리바이에게 언제나 공손하게 대하게 된다.
- 15화 특별작전반

월로제 깊숙히 있는 구 조사병단 본부로 리바이반의 본부를 옮긴다. 엘런 예거를 속박하기 위해 숲속에 있는 고성이 적격이라고 판단했던것이다. 그의 부하 오루오 보자드가 에렌에게 겁을 주며 리바이 흉내를 내자 언짢은 표정을 짓는다. 엘드 진과 군터 슐츠가 오랫동안 사용되지 않아 굉장히 더럽다고 하자, 더욱 언짢은 표정을 지으며 당장 청소를 시작하자고 한다.(이 장면은 OVA 4화에서도 패러디되었다) 에렌이 자신의 방은 어디있냐고 하자, 지하에 있다고 답한다. 엘런이 거인화해도 거기라면 막을 수 있기 때문에 지하로 선택했다고 설명한다. 엘런이 청소를 다 끝냈다고 하자, 위층으로 가서 엘런이 청소한 방을 검사한다. 페트라 랄은 그가 인류 최강으로 알려져있어도 키가 작고 결벽증이 심해서 영웅으로 안보이지 않냐고 엘런에게 묻는다. 엘런은 그가 의외로 리바이가 상부의 지시에 고분고분한다고 말한다. 리바이가 검사를 끝내고 돌아오자 페트라는 급속히 청소를 하는 척한다. 리바이는 전혀 청소가 되어있지 않았다며 처음부터 다 다시하라고 명령한다. 그날 밤, 리바이는 부하들과 작전에 대해 상의를 하다가 에르빈은 내가 생각하는 것보다 훨씬 멀리 보고 있다며 그를 고평가한다. 한지 조에가 리바이반으로 들어와 엘런의 실험을 요청하며 에렌에게 내일 무슨 일이라도 있냐고 묻는다. 리바이는 에렌이 내일 화단 청소할 거라고 하자 한지는 에렌의 실험을 결정하며 잘 부탁한다고 한다. 한지가 엘런에게 거인 실험에 대해 설명하려 하자 찻잔을 놓고 그 자리를 재빨리 떠난다.
- 16화 지금 무엇을 해야 하는가

군터 슐츠, 엘드 진과 담소를 나누던 엘런이 리바이에게 한발 늦게 경례하자 말 두마디 이상 늦지 말라고 지적한다.엘런에게 네가 자유로운건 다 내 감시 하에 있기 때문이라고 현실을 상기시켜준다.
- 18화 거대수의 숲

여성형거인의 기습으로 공황상태에 빠진 엘런, 페트라, 오루오, 군터, 엘드와 달리 상당히 침착한 모습을 보여준다. 반원들이 공포감에 질려 어서 입체기동을 이용한 공격 지시를 내려달라고 하자 묵묵무답이다가, 전원 귀를 막으라는 명령을 내린다. 뒤이어 리바이는 신호탄을 한발 쏴서 반원들을 진정시킨다. 엘런 예거가 안절부절못하고 거인화하려하자 페트라가 명령 불복종이라며 막아선다. 그러나 리바이는 하고싶으면 하라면서 너는 틀리지 않았다고 말한다. 리바이는 엘런을 어떤 깊은 감옥에 가둬놔도 자유의지를 막을 수 없기 때문에 거인의 힘과 상관 없이 진짜 괴물이라고 한다. 그리고는 엘런의 회상 장면으로 넘어간다. 리바이는 엘런이 폭주할 때 구할 수 있는 방법을 고안했다. 뒤이어 에렌의 거인화 실험이 실행되었으나 에렌은 거인화를 할 수 없었고 리바이 반 반원들은 약간 실망한다. 그런데 에렌이 티스푼을 떨어트려 주우려 하자 거인의 팔이 소환 되어버린다. 반원들이 모두 놀라 에렌을 때려 잡으려 하지만, 리바이는 반원들에게 일단 물러있으라고 한다. 자신의 감대로라면 에렌은 인류에 악의가 없으니까 안심해도 된다며 반원들을 설득한다. 한지 조에가 흥분해서 에렌의 거인화한 팔을 잡고 뜨거워하자 어이없는 표정을 짓는다. 에렌은 그날 밤 리바이에게 자신이 신용받지 못하는 사실에 대해 토로한다. 리바이는 그런 애들이니 골랐다며, 조사병단에 들어오려면 그런 마인드는 있어야한다고 에렌에게 말한다. 회상이 끝나고 에렌이 고민하자, 리바이는 여성형거인이 쫓아온다며 빨리 결정하라고 소리친다. 에렌은 리바이에게 그대로 나아가겠다고 한다. 리바이는 엘드에게 지휘권을 맡기고 여성형거인 포획작전에 동참한다.
- 19화 물어 뜯다

여성형거인 포획으로 여성형거인이 꼼짝도 못하는 상황에 놓이게 되자 "안에 있는 본체가 오줌이나 지리지 말아야 할 텐데"라고 걱정 아닌 걱정을 한다. 미케 자카리아스와 함께 여성형거인의 목덜미를 베려고 하지만 경질화 때문에 실패한다. 리바이는 여성형거인 머리 위로 올라가서 병사들을 죽일 때는 즐거웠나본데 나도 지금 즐겁다, 손발 잘려도 재생할테니까 아예 목을 대포로 날려버려야겠다며 여성형거인을 겁준다. 그리고는 매우 분노한 표정을 짓는다. 여성형거인이 외침을 사용하자 최후 직전에 지르는 단말마인가 착각한다. 미케가 거인들이 몰려오는 것을 감지하자 미케, 한지와 함께 몰려오는 거인들에 맞서 여성형 거인의 본체를 사수하려 노력하지만 수가 너무 많아서 실패한다. 리바이는 에르빈에게 리바이반이 너무 멀리 가지 않았으면 좋겠다며 반을 호출하려고 한다. 에르빈은 리바이에게 가스와 칼날을 보충해두라고 충고한다. 리바이가 굳이 안그래도 된다고 하자 에르빈은 명령이라며 리바이에게 가스와 칼날을 만일을 위해 보충해준다. 리바이는 에르빈 너의 판단을 믿는다며 신뢰한다고 충성심을 드러낸다.
- 21화 철퇴

모든 반원들이 여성형 거인의 공격으로 사망한 장면을 보고 몹시 분노한 표정을 짓는다. 미카사 아커만이 에렌을 되찾으려고 여성형 거인을 쫓아가자 미카사를 붙잡으며 일단 기다리라고 한다. 리바이는 에렌이 살아있냐고 묻자, 미카사는 살아있다고 답한다. 미카사는 리바이에게 댁이 에렌만 잘 지켰어도 이런 상황으로 가지는 않았다고 하자 리바이는 에렌은 네 소중한 친구냐고 말한다. 리바이는 에렌이 살아있다는 데에 모든 전제를 두고 여성형 거인을 공격한다고 한다. 미카사에게 주의를 끌라고 하고, 침착하게 여성형 거인과 전투 태세를 갖춘다. 미카사가 여성형 거인을 죽여야한다고 하지만 리바이는 본인 판단으로는 경질화가 있어서 무리이고 에렌을 구하는 데에만 집중하자고 미카사에게 말한다. 미카사가 주의를 끄는 동안 리바이는 360도로 몸을 회전해 여성형 거인의 근육을 베어내서 손을 무력화시킨다. 미카사가 여성형을 공격하려고 하지만 여성형이 공격하자, 여성형에게서 미카사를 구해낸다. 이때 발목뼈가 살짝 부러져서 이후 전투 참가에 지장을 받는다. 여성형이 경질화할 틈도 안주고 턱근육을 베어내서 여성형 거인의 침이 묻은 에렌을 구한다. 미카사에게 에렌은 더럽지만 살아있으니 됐다고 한다. 미카사에게 네 소중한 친구를 구하고 싶으면 원래 목적만 신경쓰라고 충고한다. 여성형이 에렌을 빼앗고 울상을 짓자 약간 의아해하는 모습을 보인다.
- 22화 패자들

기절한 에렌 예거와 부하들의 시체들을 수습하고 귀환을 위해 준비를 한다. 이반의 시체에서 군복의 완장을 떼어서 주머니에 간직한다. 시체가 너무 많아 시체를 두고 더 빨리 이동하기로 결정한다. 다른 분대의 병사인 디터가 동료의 시체를 두고 갈 수 없다며 리바이 병장에게 반발한다. 리바이는 어쩔 수 없는 선택이며 산 자라도 살아야한다고 반박한다. 디터는 리바이에게 인정도 없냐며 크게 반항한다. 리바이는 아까 전에 떼어낸 완장을 디터에게 주며 자신은 죽은 동료를 이렇게 기억한다고 하며 마차에 올라탄다. 디터는 리바이의 말에 수긍하면서도 친구의 시체를 업고 행렬을 따라간다. 거인들이 추격해오고 디터까지 거인에게 잡아먹히자 리바이는 시체를 버려 최대한 빨리 거인들에게서 도망치자고 한다. 이때 리바이반 소속의 리바이의 부하의 시체들도 모두 버려지는데, 그중 페트라의 시신이 버려지는 것이 길게 잡히며 리바이는 참담한 표정을 짓는다. 벽 안으로 귀환하고 여성형 거인과의 전투에서 사망한 리바이반 반원들의 가족들의 모습이 비춰진다. 페트라의 아버지가 리바이를 알아보고 다가가서 페트라의 편지를 읽어주며 페트라는 잘 있냐고 안부를 묻자, 리바이는 아까 전보다도 더욱 참혹한 표정을 지으며 말 없이 페트라의 아버지를 지나친다. (애니메이션 오리지널 씬)
- 23화 미소

리바이반의 본부로 삼은 구 조사병단 본부에서 에렌과 함께 에르빈 일행을 기다린다. 헌병이 마중 나오기 전에 어서 에르빈이 왔으면 좋겠다며 똥이라도 안 나와서 애쓰는거냐며 불평한다. 에렌이 웃으면서 오늘따라 말이 많다고 하자 감정이 예민해진건지 원래 난 말이 많다고 에렌을 쏘아 붙인다. 부러진 발목 때문에 약간 아파하자 에렌이 죄송하다며 사과한다. 리바이는 에렌에게 누구도 결과는 모르니까 미안해 할 필요는 없다고 에렌에게 말한다. 에르빈과 아르민, 미카사가 들어오고 아르민이 몇가지 추론으로 여성형거인을 아니 레온하트로 특정하자, 증거는 있냐며 아르민에게 묻는다. 아르민은 감이라고 말하지만 에르빈이 이에 동조하자 리바이도 어느 정도 신뢰하는 모습을 보인다. 에르빈과 아르민이 기획한 여성형 거인 포획 작전에 대해서도 약간 회의적인 입장을 드러내나 그럼에서도 끝내 수긍한다. 리바이는 여성형거인과의 전투에서 입은 발목 부상 때문에 전투에 참여할 수 없었다. 나일 도크가 에르빈에게 총을 겨누며 이딴 작전을 고안한 너를 총살해도 상관 없겠지라며 에르빈을 몰아붙이자 나일에게 네 뇌가 네 수염처럼 숭숭 뚫린거냐며 욕을 한다. 에르빈이 개죽음은 싫을거니까 전투에 나서지 말라고 하자, "싫어.개죽음하는 것도,시키는 것도."라고 말하며 에르빈의 말에 수긍한다.
- 25화 벽

에렌이 폭주해 애니 레온하트의 본체까지 씹어 먹으려 하자 얼른 군복으로 갈아입고 입체기동하여 에렌의 목덜미를 베어내 에렌을 꺼낸다. 그리고 나오자마자 의식을 잃은 에렌을 향해 "중요한 증인을 먹지 말라고, 바보 자식."이라고 한 마디한다. 에렌을 꺼낸 뒤에는 발목 때문에 절뚝거린다. 다만, 이 장면은 어디까지나 애니메이션 오리지널로만 등장하며 애니메이션에 대한 창작권을 가진 아라키 테츠로 감독이 추가한 장면이다. 근데 아픈 다리 부상 때문에 후방으로 물러나 군복까지 벗어야 했던 리바이가 상태에 안 맞게 군복을 입고 입체기동장치를 다룰 수 있는 개연성 없는 모습을 두고 비판하는 시청자들이 두루 있었다. 굳이 리바이가 아니라 한지나 아벨, 니파, 케이지 등의 다른 베테랑 병사들이 대신 나서도 괜찮았을 장면인데, Season 1기 25화가 감독이 직접 "화려한 피날레로 마무리를 짓고 싶다."고 공언할 정도로 끝마무리가 중요한 에피소드라 개연성에 대한 진지한 생각도 없이 '인류 최강의 병사'인 리바이를 너무 띄워 주다 보니 생긴 개연성 오류인 것으로 보인다.

### 반왕정 쿠데타
한지 조에의 연구 결과 거인의 정체가 인간으로 파악되자, 그동안 인간을 죽여왔다며 큰 죄책감을 보인다. 에르빈 스미스가 웃자 왜 쳐웃고 자빠졌냐며 황당한 표정으로 에르빈 스미스를 바라본다. 구 리바이반 반원이 에렌 예거와 본인을 제외하고 모두 전사함에 따라 미카사 아커만, 아르민 아를레르트, 장 키르슈타인, 코니 슈프링거, 사샤 블라우스, 히스토리아 레이스로 구성된 신 리바이반을 조직하였다. 에렌 예거를 필사적으로 만들 생각으로 에렌 예거와 친했던 남부 104기 훈련병들로 반을 구성하였다.
한지 조에에 의해 협력했던 월교(Wall敎)의 닉 사제가 살해당하자 손톱이 몇개 뽑혀있었는지 묻는다. 모두 뽑혔다고 답하자 그가 어리석은 줄로만 알았더니 나름의 신념은 있었다며 재평가하였다. 이내 한지 조에의 부하인 니파가 에르빈 스미스의 쿠데타 의사를 전하자, 쿠데타에 가담하기로 하고 즉시 그 자리를 비운다. 히스토리아 레이스를 여왕으로 추대하기로 결정하고 히스토리아가 거부하자 히스토리아를 협박해 강제로 승인을 받아낸다. 중앙헌병단의 납치를 우려해 아르민 아를레르트와 장 키르슈타인을 자신의 지시로 히스토리아 레이스와 에렌 예거로 변장하게 하고 히스토리아와 에렌은 한 건물에 숨겨뒀다. 리바이반이 이동할 때 주민들과 시비가 붙었고 그 와중에 히스토리아와 에렌으로 변장한 아르민과 장이 리브스 상회의 하수인들에 의해 납치된다. 미카사의 활약으로 리브스 상회 패거리가 정리되자, 리브스 상회 회장인 디모 리브스와 협력해 쿠데타를 일으키기로 한다. 그러나 케니 아커만이라는 변수 때문에 진짜로 에렌과 히스토리아는 납치당한다. 리바이 아커만은 거리에서 운구차로 위장한 중앙헌병단의 마차를 뛰쫓으며 추격전을 벌였으며, 케니 아커만과 격전 끝에 술집에 고립된다. 그는 술병에 비친 케니의 모습을 보고 위치를 파악해 총을 거꾸로 쏴서 케니 아커만을 부상입히고 중앙헌병단 단원들을 쓸어버린 뒤 그 자리를 떠났다.
중앙헌병단의 젤 샤네스를 고문해 레이스 가문이 진짜 왕정이라는 진술을 받아냈다. 부하들과 함께 중앙헌병단 본부를 습격해 중앙헌병단을 궤멸시켰고 에르빈 스미스와 도트 픽시스, 다리스 작클리가 기획한 쿠데타가 성공함에 따라 자유의 몸이 되었다. 에렌 예거를 구출하기 위해 레이스 가문 영지의 벽의 왕의 거처로 찾아가 케니 부대와 2차 전투를 벌였다. 상당수의 단원들이 리바이의 공격으로 사망했으나, 트라우테 카펜의 작전으로 히스토리아와 에렌의 접근에 실패하였다. 그러나 히스토리아 레이스가 로드 레이스의 명령을 거부하고 거인이 되는 것을 포기해 로드 레이스가 대신 거인이 되었고, 엘런과 히스토리아를 안전하게 구출해 냈다. 옷을 갈아입지 않은 채 월 시나의 오르브드구에서 대형 거인이 된 로드 레이스를 상대하기로 한 리바이 아커만은 아르민과 에르빈의 작전에 따라 임무를 수행했다. 히스토리아의 대관식 이후 히스토리아에게 맞자 웃으며 고맙다고 한다.

### 월마리아 최종탈환작전
월마리아 최종탈환작전에 앞서서 그는 현장지휘는 조사병단 서열 2위인 한지 조에에게 맡기고 이 벽 안에서 가만히 앉아 보고만 기다리라고 에르빈에게 말했다. 에르빈 스미스가 꼭 세계의 비밀이 밝혀지는 것을 봐야겠다고 하자 에르빈의 다리를 분질러서라도 막겠다고 하지만 끝내 이에 수긍했다. 그럼에도 짜증이 났는지 싸우는 에렌 예거와 장 키르슈타인을 화풀이로 폭행하였다.밖에 나와서는 우연히 엘런 예거, 미카사 아커만, 아르민 아를레르트의 얘기를 듣게 된다.
월마리아 최종탈환작전 개시 때 이렇게 조사병단이 환영받은 적이 없다며 의외라는 반응을 보였다. 아침이 밝고 시간시나구로 진입하자 칼을 빼들고 입체기동장치를 사용해 벽 위로 날아갔다. 리바이반 반원들은 벽 안에서 갑옷 및 초대형을 상대하기로 하였으나, 그의 실력 때문에 리바이는 에르빈 단장의 특별지시로 벽 외부에서 짐승거인을 상대하는 역할을 맡았다. 따라서 리바이반의 현장지휘는 아르민 아를레르트가 맡게 되었다. 리바이 아커만은 짐승거인에 의해 생겨난 소형 거인들을 클라우스 등 다른 조사병단 베테랑들과 함께 정리하였다. 짐승거인의 투석을 가까스로 피한 리바이 아커만은 앞에서 전투에 임했던 베테랑들이 모두 고기조각이 되어버린 것을 보고 신병들에게 모두 고개를 숙이고 벽 쪽으로 피하라고 명령했다. 에르빈 스미스와 리바이, 그리고 신병들을 제외하면 벽 외부에서 살아남은 자가 없어졌기 때문에 큰 핸디캡을 입게 되었다. 베르톨트 후버의 거인화 때문에 한지반 전체가 날아가버리자 엘런 예거와 한지 조에는 괜찮은거냐고 걱정하였다. 에렌이 초대형의 발길질에 날아가버리자 리바이는 자기가 희생하겠다며 너와 엘런, 리바이반만 도망가라고 했다. 에르빈이 이 상황을 타계할 방법이 있다고 하자 왜 그 X같은 면상이나 하고 안 말한 것이냐며 짜증을 냈다.
에르빈 스미스가 세운 작전에 따르면 에르빈은 사망이 거의 확실하였고, 에르빈이나 리바이나 그 상황을 쉽게 받아들이지 못하였다. 에르빈이 이대로 안 죽고 지하실에 가고싶다고 말하자 리바이는 마음을 잡고 에르빈에게 꿈을 포기하고 죽어달라고 부탁한다. 에르빈은 이에 웃으면서 리바이에게 고맙다고 말했다. 에르빈과 신병들이 방향탄을 쏘며 짐승거인의 시야를 분산시킬 때 리바이는 중형 거인들을 토벌하며 짐승거인에게 다가갔고, 짐승거인과 1대 1 격투에서 짐승거인을 완전히 압살하며 승리하였다. 리바이는 짐승거인 본체인 지크 예거를 아무에게나 먹이겠다며 죽이는 것을 주저하다가, 차력 거인이 지크를 데리고 도망치자 좌절하면서 거인 토벌을 계속한다.

### 엘런 예거와의 갈등
지크 예거와 엘런 예거의 대화를 끊은 리바이 아커만은 지크를 쫓기 위해 엘런의 입체기동장치와 그의 입체기동장치를 바꾸자고 했다. 엘런이 입체기동장치를 바꾸려고 할 때 뒤에서 초대형 거인의 열기에 완전히 타버린 아르민 아를레르트가 기침을 하며 숨을 쉬자 엘런은 그가 살아있다며 리바이에게 거인화 주사기를 넘겨주라고 하였다. 아르민을 거인화해 베르톨트를 먹히게 해 초대형 거인의 계승자로 만들기 위함이었다. 리바이 아커만은 에르빈 스미스의 생각에 잠깐 주저하였지만 이내 엘런에게 주사기를 넘겨주려 하였다. 그 찰나에 신병들 중 유일하게 생존한 플록 포르스터가 중상을 입은 빈사 상태의 에르빈 스미스를 업고 나타나자 에르빈에게 주사를 놔야한다며 주사 주기를 거부한다. 에렌이 분노한 표정으로 왜 넘겨주기를 거부했냐며 반항하자 에르빈이 살아있을 것이라는 희망 때문이었다고 일갈하며, 엘런이 그래도 자리를 뜨지 않자 주먹으로 내리쳐 떨어트렸다. 이 모습을 지켜보던 미카사 아커만에게 제지당했고 엘런 예거가 미카사를 더 자극시키자 주사기를 빼앗길 위기에 처하였지만 한지 조에가 나타나 미카사를 말린 덕분에 전세를 역전시켰다. 엘런은 아르민이 없었으면 지금 여기까지 오지도 못했을 것이라 말했지만 리바이는 현실적으로 들어온지 4달 밖에 안된 신병과 조사병단 단장 중 인류에게 더 이득이 되는 것은 조사병단의 단장이라며 에르빈에게 주사를 놓겠다고 주장하였다. 플록와 한지의 설득에 미카사도 수긍하고 엘런도 강제로 아르민에게서 떨어져 나갔다.
그러나 에르빈이 거의 의식이 없는 상태에서 "선생님 ...에 없다니 어떻게 ...한건가요"(선생님 벽 밖에 인류가 없다니 어떻게 확인한건가요)라는 무의식 속의 회상을 하자, 그에게 있어서 현실 세계는 지옥이라며 이만 그를 놔주기로 결정한다. 리바이는 그의 가장 친한 친구이자 상관이었던 에르빈을 편히 쉬게 해주고 아르민을 거인화시켜, 베르톨트를 먹히게 해 초대형거인을 계승시킨다.
리바이 아커만은 4시간 동안 쉬고 한지 조에, 미카사 아커만, 엘런 예거와 함께 그리샤 예거의 지하실로 들어갔다. 지하실 문이 열리지 않자 발차기로 문을 박살내고 들어가 뒤지던 중 미카사 아커만이 열쇠 구멍을 발견하자, 서랍 안에 있는 책을 보고 이 세상의 진실을 확인하였다. 그리샤의 책에 적혀져있었던 인류가 멸망하지 않았다는 사실을 공표할것인지 말 것인지에 대해서는 공표해야한다고 주장하는 측에 섰다.
에르빈의 시체는 1년 후 시간시나구로의 민간인 거주가 허용되었을 때 그가 백골이 된 시체를 가져와 묻었다.

### 레벨리오 전투
에르빈 스미스가 사망하고 한지 조에가 조사병단의 단장이 됨에 따라서 리바이 아커만의 서열은 조사병단 내 2위로 상승했다. 851년의 마레제국과 엘디아 측의 첫 대면에서 엘런 예거에 의해 전부 포로가 되버린 마레군 군인들의 상륙을 저지하였고, 옐레나와 협상하였다. 한지 조에에게 얕보일 수 있으니 겁내지 말라고 조언하였다. 854년 시점에서는 다른 동료와 부하들과 함께 시간시나구의 영웅들이라고 불리고, 4년이 지났음에도 여전히 인류 최강의 병사다운 전투력을 보여줬다. 그는 이미 30대 후반에서 40대 초반이 되었음에도 인류 2위인 미카사 아커만보다 훨씬 뛰어난 능력을 유지하였다.
레벨리오 전투에서 조사병단이 전투에 참여해 리바이 아커만도 레벨리오 전투에 참여하였다. 다른 병사와 다르게 구형 장비를 차고있으며 검은 망토를 두른 모습인데, 이는 리바이 아커만 본인이 신무기인 뇌창보다는 전통적 형태의 입체기동장치를 더 많이 사용해 그쪽이 편하기 때문이라고 추정된다. 엘런 예거가 턱거인의 습격으로 먹힐 위기에 처하자 입체기동장치를 사용해 턱거인의 근육을 공격해 무력화시키고 마레군을 상대로 승리를 거뒀다. 단 이 전투에서 인간 측은 리바이보다 미카사의 전과가 더 강조되었다. 비행선에 올라타자마자 에렌 예거를 폭행하고 상관의 명령을 불이행한 죄로 엘런 예거를 구속하였다. 그러고는 엘런에게 크게 실망한 듯 지하도시에서 많이 봐 왔던 형태의 인간이라고 비하하였다. 지크 예거에게는 굉장한 적개심을 내비쳤다. 리바이 아커만은 그의 실력 때문에 지크를 가장 잘 막을 수 있는 사람으로 선택되어 지크를 감시하게 되었다. 지크 예거와의 대화에서 지크를 죽이겠다고 말한 찰나에 지크가 외침을 사용해 리바이의 부하들을 모두 거인으로 만들었다. 잠시 망설이다가 거인이 된 부하 30마리를 순식간에 썰어버리고 지크 예거를 뇌창으로 날려버렸다. 몸이 두동강난 지크 예거를 배에 태워 압송하였으나 지크가 자폭하여 큰 부상을 입었다.
리바이 아커만은 지크 예거의 자폭 공격으로 손가락 2개를 잃었고 내장과 오른쪽 눈에 큰 상처를 입어 최악의 경우 병사 노릇을 못할 수도 있는 상황이다. 이 모습을 본 한지 조에는 그가 죽었다고 말했으나, 그를 업고 강물에 뛰어든 것으로 봐서 살아있는 것으로 보여진다. 목숨은 부지하였으나 중상을 입은 관계로 2차 시간시나구 전투에는 참여할 수 없게 되었다.
123화의 과거 회상에서 오랜만에 등장한다. 처음 보는 것들에 흥분하는 104기에 눈에 띄는 짓만 한다고 뭐라 하거나 자신을 꼬마 취급 하는 광대에게 분노의 시선을 보내는 등의 행동을 하다가 사샤의 주머니를 건드린 소매치기 아이를 잡아낸다. 그러나 주변인들이 그 아이를 해코지 하려 하자 사샤를 아이의 누나인 것처럼 말하며 람지를 데리고 빠져나간다. 이후 그날 밤 피난민들과 함께 104기들을 찾고는 어처구니 없는 표정을 짓는다.
125화에서 재등장, 일단은 생존이 확인되었다. 목 아래로는 모포로 둘러싸인 채 수레에서 떨어지지 않게 밧줄로 고정되어 확인이 불가능하나 얼굴은 왼쪽 눈을 제외하고는 붕대로 둘러싸여 있다. 리바이가 정말로 사망했다면 굳이 붕대를 써가며 치료할 필요도 없었을 것이고, 한지가 말하길 반 시체라고 한 것을 보아 아직 사망한것은 아니지만 혼수상태이거나 부상으로 인해 생사를 넘나드는 중태로 추정된다.
126화에서 시조의 힘에 의해 깨어난 듯하다. 폭발로 인해 오른쪽 검지와 중지가 날아갔으며 눈꺼풀에 상처가 없는 것으로 보아 오른쪽 눈을 실명한 것으로 보인다. 이후 한지와 함께 테오 마가트와 피크를 만나 이야기하면서 자신은 지크를 죽이는 것이 목적이니 협력할 것을 요구한다. 테오 마가트는 리바이가 아홉 거인만큼의 힘을 가진 자임을 알아보더니 일단은 믿기로 했는지, 피크에게 지시해서 인민재판을 통해 처형당할 위기에 처한 옐레나와 오니안코폰을 장 키르슈타인과 함께 납치를 가장해서 데려오는데 성공한다.
127화에서 파라디 측과 마레 측이 저녁 식사를 할 때 옆에서 자고 있었다. 그러다가 장이 라이너를 구타하는 소란이 벌어지자 잠에서 깬다.
128화에서 예거파의 설득에 실패해서 전투가 벌어지자 그 광경을 바라본다. 그리고 옐레나에게서 "사람에게서 폭력을 빼앗을 순 없어. 그렇지? 병장."이라는 말을 듣고 씁쓸한 표정을 짓는다.
130화에서 엘런의 회상으로 등장. 엘런이 자신의 소중한 사람들을 회상할 때 포함되어있다.
132화에서 옐레나가 일어난 걸 아르민에게 알려준다. 그리고 엘런의 다음 목표로 추정되는 장소를 듣고 장비를 착용한다. 그리고 한지가 피크에게 차이자 거인을 향한 짝사랑은 여전하다고 한 마디한다. 그리고 한지가 죽은 동료들을 떠올리자, 그 녀석 같은 소리 하지 말라고 말한다. 그런데 배에 달라붙어 버텨온 프록이 비행정의 연료 탱크에 구멍을 낸데다 설상가상으로 초대형 거인들까지 가까이 접근해오는 상황이 발생한다. 그래서 한지가 아르민을 다음 단장으로 임명하고 스스로를 희생하기로 결의하자 ...야. 망할 안경.이라고 부르며 말리려 하지만, 한지가 보내달라고 하자 잠시 망설이더니,'심장을 바쳐라'
라고 말하며 경의를 표한다. 그리고 시간을 벌기 위해 초대형 거인들을 쓰러트리는 한지를 보며 놀란다. 결국 한지가 전사하자 조용히 작별 인사를 남긴다.
135화에서 시조 위미르가 소환한 과거의 아홉 거인들을 상대로 분전하나 각혈을 하는 등 상태가 나쁜 상황에서 코니를 구하다가 오른쪽 무릎을 거인에게 물리는 중상을 입는데, 묘사로 보아 최소한 골절로 보인다. 이후 시조새의 형태를 한 턱 거인이 된 팔코의 등장으로 일행들과 함께 구출된다.
136화에서 전투불능 상태가 되자 부하들은 각각 엘런의 목덜미 파괴, 아르민의 구출을 하러가고 팔코 그라이스의 턱 거인 위에서 가비와 함께 남게 된다. 짐승 담당 일진답게 지크를 찾지만, 이딴 꼴로는 짐만 될 뿐이라며, 에르빈의 모든 명령을 확실하게 수행했지만 마지막 명령인 짐승처치를 이루지 못해 자책한다. 어쩌면 리바이와 에르빈의 역할은 시간시나구 탈환작전과 미카사, 엘런, 아르민을 바다로 데려다주는 것이 마지막이었을지도 모른다며, 아르민을 살린 선택을 후회하지는 않는다고 독백한다.
137화에서 엘런의 뼈에 나타나서 손짓하는 지크의 목을 베어버린다. 마침내 에르빈의 마지막 약속과 에르빈, 미케, 나나바, 겔거 및 죽은 신병들의 원수를 갚게 되었다.
138화에서는 미카사가 엘런을 죽일 수 있도록 도왔다.
139화에서는 엘런을 죽이고 난 뒤 환상으로 나타난 동료들에게 경례를 한다.몇년 뒤 가비,팔코와 함께 휠체어를 타고 나타난다.

## 대인관계
- 에르빈 스미스
에르빈과는 아커만 가문에서의 주군과 신하 사이, 군사에서의 상관과 부하 사이, 그리고 개인적 감정에서의 가장 친한 친구 사이에 속한다. 에르빈이 작전을 짜는 단장의 역할에 적절하다면 리바이는 참모의 역할을 수행하고 있다. (이는 아르민과 미카사에서의 관계에서도 드러난다) 리바이 아커만 본인이 조사병단에 입단하게 된 계기가 에르빈 스미스의 살해였으나, 그의 말을 통해 큰 깨달음을 얻고 아커만 가문 특유의 힘인 각성을 통해 그와 친구 사이가 되었다. 리바이가 감정을 남에게 잘 드러내지 않는 성격이기 때문에 그와 에르빈의 관계는 크게 짐작하기 어려우나, 두명은 서로를 의지하는 상관과 부하 관계라는 것이 작품에서 종종 암시된다. 작가의 인터뷰에 따르면 에르빈은 리바이가 착한 사람인데 이런 일에 끌여들여 미안하다고 생각한다고 한다. 월 시나의 여성형 거인 토벌 작전 때 에르빈 스미스가 개죽음 당하기 싫으면 나서지 말라고 해 리바이가 전선에 나서지 않기도 하였다. 또 리바이가 에르빈의 문병을 와서 오른팔을 잃은 것은 안타깝다고 위로해줬고, 시간시나구 탈환 작전 때에는 도망가는 지크에게 에르빈과 맹세를 하였다며 망연자실하는 모습을 보였다. 리바이는 로드 레이스가 거인화했을 때도 그의 지시를 기다렸고 시간시나구 전투에서도 그리고 평범한 외부 조사에서도 항상 그의 지시를 이행하였다. 에르빈이 리바이에게 거인화 주사를 맡길 때 리바이는 자신에게 부탁이 아닌 명령을 하라고 하였다. 에렌과 에르빈/아르민 중 누구를 살릴지 결정하는 과정에서 인류의 미래를 위해 에르빈을 선택하겠다고 하였지만 케니 아커만의 유언을 생각해 에르빈이 너무 힘겹게 싸웠음을 알고 이만 에르빈을 편히 쉬게 해두자고 그를 죽게 하였다.
- 한지 조에
리바이 아커만과 한지 조에는 서로 동료 사이였으며 현재에는 상관과 부하 사이, 그리고 개인적으로는 친구 사이이다. 리바이는 한지를 두고 종종 멱살도 잡고 폭행도 하고 빌어먹을 망할 안경이라며 욕도 하지만 한지의 열정 그 자체에 대해서는 상당히 고평가한다. 거인에 관심이 많은 한지 조에를 위해 여러가지를 배려해주기도 하는데 대표적으로 엘런 예거의 거인화 실험을 순순히 허락한 것이 있다. 시간시나구 전투 때 초대형거인의 폭발로 제4분대가 통째로 날아가버리자 한지가 괜찮은 것인지 에르빈에게 묻기도 하였다. 한지 조에가 에르빈의 후임으로 제 14대 단장에 임명되자 한지에게 욕 퍼붓는 것을 중지했는데 아무래도 직급상 상관이다보니 그를 존중한다는 차원에서 그만둔 것으로 보인다. 그의 동료들이 모두 죽은 이상 한지 조에는 리바이에게 있어서 가장 오랫동안 함께한 전우이다. 한지 조에는 리바이 아커만을 가까이 하기 어려운 성격의 인물이나 마음씨가 상당히 착하다고 평가하였다. 115화에서 한지 조에가 부상당한 리바이 아커만을 업고 강물로 뛰어들어서 구해주었다.
- 엘런 예거
엘런 예거와는 상관과 부하사이이다. 첫 대면은 리바이가 엘런을 폭행하면서 이뤄졌지만 그또한 엘런을 조사병단에 입단시키기 위한 것이었으며 그 이후에는 서로가 서로를 믿는 관계로 발전했다. 엘런 예거는 심의소에서 얻어맞은 뒤 리바이에게 일종의 공포심이 생겨 그에게 언제나 공손하게 굴었고 청소도 게을리하지 않았다.
- 미카사 아커만
처음에는 말 안듣는 칙칙한 녀석이라고 생각했지만, 자신이 아커만 가문이라는 사실이 밝혀지면서 먼 친척이 되었다. 아커만 가문의 마지막 후손으로서 둘은 작중 내에서 최강의 병사들로 인정되어 같이 싸우는 모습이 많이 나온다. 아즈마비토 가문의 직계 후손으로 밝혀졌을 때 잠깐 미카사를 보았다.
- 케니 아커만
어릴 때 자신을 양육해준 사람으로 어머니인 쿠셸 아커만의 오빠이다.
- 지크 예거
첫대면부터 리바이가 지크에게 한 말이 수염이라고 욕하는 말이었을 만큼 적대관계이다. 지크 예거가 짐승거인의 힘으로 그의 친구인 미케 자카리아스와 에르빈 스미스를 죽게 한 것에 대한 원한이 크다. 854년의 재대면에서 지크는 리바이에게 자신이 밉지 않냐고 말했고, 리바이는 원래 자기는 제일 싫어하는 걸 천천히 씹는 스타일이라며 그를 겁줬다. 지크는 시간시나구 전투 때 리바이에게 완전히 참패당하고 몸이 썰려나가는 악몽과도 같은 일을 겪었기 때문에 리바이 아커만을 몹시 두려워하며 만나기를 싫어한다. 리바이 아커만은 지크 예거를 수염이라는 별명으로 부르며 기본적으로 그의 모든 언행을 불신한다. 지크 예거는 척수액으로 리바이의 동료들을 거인화시켜 궁지를 타파하려 하였으나 또다시 리바이에게 패배해 압송되게 된다. 그러나 리바이는 현재 지크의 자폭 공격으로 생사가 위험할 뻔했지만, 한지에 의해 살았다. 엘런의 최후결전에서 지크를 죽였다.

## 비판

#### 지나치게 폭력적인 처우 방식
팬덤과 제작진을 아우르는 높은 인기를 누리고 있지만, 때로는 부적절한 상황에서조차 비윤리적인 폭력과 신체적ᆞ정신적 폭력을 아무렇지도 않게 저지르고 그것을 정당화하는 어둡고 건달 같은 성향 때문에 특정 캐릭터의 팬을 중심으로 한 안티들이 존재한다. 대표적인 예시를 들자면 왕정 쿠데타 편에서 가만히 체념하고 있었던 부하인 히스토리아 레이스에게 드잡이를 하고 왕이 되라는 부적절한 강요를 휘두른 사건이 있다.
애초에 히스토리아 레이스에게 굳이 폭력을 쓰지 않아도 될 상황이었다. 다른 방향으로 유화적인 설득을 하거나 현실은 참담하지만 그것을 극복하는 책임을 떠안는 건 각자의 몫이라는 식의 따뜻하면서도 진중한 격려를 함으로써 히스토리아에게 도움이 될 수 있었는데도 기어코 적을 대할 때와 다름 없는 냉혹한 폭력을 휘둘렀다. 폭력이 필요 없는 상황에서조차 폭력으로 해결하려 드는 태도 때문에 본인의 인간성에 문제가 제기되고 비난과 논란을 받는 것이다. 사람의 심리를 제대로 이해하고 논리의 효과로 설득하려는 노력도 없이 순수하게 무력과 기강으로 밀어붙여서 타인을 일깨운다는, 수박 겉핥기 식의 강제적인 방식이라 효과가 없는 방도나 마찬가지였다. 리바이의 행보와 인격을 논하는 데에 있어서 결코 부정할 수 없는 흑역사이다. 다행인 건 원작에서도 이사야마가 리바이의 만행과 폭력에 대해 이 장면만큼 실드를 치지 않고 미화도 하지 않는다는 점이다. 평소부터 리바이의 명령이라면 군말 없이 고분고분 따랐던 신 리바이반의 부하들과 플레겔 리브스마저 다 같이 이구동성으로 리바이를 비난했다.
안 그래도 유미르와 이별하고 어린 시절의 참혹함으로 마음고생이 심했던 히스토리아가 희망을 갖고 분발하기는커녕 오히려 자신감을 잃고 더더욱 침울해지는 역효과만 심어 주었다. 납치 이후로도 리바이에게 당한 폭력으로 인해 이전보다 더욱 깊어진 마음의 상처가 여물지 않아 내내 로드 레이스에게 조종당하는 신세였다. 히스토리아가 스스로를 뒤돌아보고 건실한 방향으로 성장할 수 있는 계기를 마련해 준 사람들은 그의 본질을 누구보다 잘 이해 및 공감해 주고 리바이처럼 강요가 아니라 떳떳하게 가슴 피고 살라며 격려했던 영혼의 친구 유미르, 크리스타일 때보다 히스토리아일 때가 더 너 자신답고 평범했다는 사실을 꿰뚫고 그 깨달음을 기뻐하며 전해 주었던 엘런 예거, 어릴 때부터 늘 고립되었던 히스토리아를 혈육으로 사랑하고 따뜻하게 놀아주었던 이복 언니 프리다 레이스였다. 특히 유미르와 엘런은 모두 히스토리아를 진심으로 마주 보며 이해하려 했고 적극적인 관심을 가지며 다가갔기에 서로가 서로에게 대등하고 생산적으로 발전을 미치는 밝고 긍정적인 상호작용 속에 성장할 수 있었다.
원작의 난잡한 분량을 최대한 축소시키고 서브 플롯들을 재배열한 애니메이션 3기 Part 1에서는 아예 이 장면은 없었던 일이 되었다. 왕정 쿠데타 편이 시작되기 전에 했던 것과는 다르게 모든 일이 종료되고 나서야 히스토리아에게 표면상 왕의 역할을 수행해야 한다고 전언을 보냈다. 이 시점의 히스토리아는 대놓고 필사적으로 거부했던 원작과 달리 이미 로드 레이스와 언니 프리다 레이스를 둘러싼 가문의 사건을 겪고 정신적인 성장을 이루었기에 코니와 장의 만류에도 불구하고 별 다른 거부 반응 없이 수락했다. 원작에서 심각하게 비판 받았던 폭력 사건을 성장이 끝마쳐져야 할 시점인 메인 플롯의 맨 마지막에 배치시켰기 때문에 아무런 문제 없이 무난하고 자연스러운 전개로 진행될 수 있었다.
리바이 아커만은 종종 안티들에게 비판받는 인물이다. 진격의 거인에서 가장 크게 논란이 되는 인물들 중 하나이고, 그중에서도 에렌 예거와 함께 가장 많이 비판 받는다. 그의 실력에 대해서 비판하는 사람은 없으나 폭력적인 해결 방식에 대해서 비판하는 사람들이 많다. 그는 자신의 목적을 위해서 폭력적인 방법을 사용하는데 대표적으로 심의소에서의 에렌 예거에 대한 폭행이 있다. 하지만 심의소 폭행은 에렌을 조사병단으로 데려오기 위해서 한 일이고 에렌도 이해하고 있다는 점은 참고 해야한다. 리바이는 말로써 해결하기보다는 힘을 써서 해결하는 방법을 더 선호하고 이것은 최선의 해결책이라고는 볼 수 없는 것이다. 작가 이사야마 하지메가 입체적인 인물로 만들기 위해 이런 방식을 사용한 것으로 보인다. 하지만 리바이의 출신성분을 고려해보면 이상할 것은 없다. 삼촌인 케니가 리바이에게 가르친 처세술등이 전부 폭력이었던 점도 작용한다.
그가 무책임하다면서 비판하는 팬들도 있다. 엘런에게 나는 잘 모르겠고 선택하는 것은 너라는 대화에서 그가 힘만 쎄고 판단은 하지 않는 무책임한 모습을 보였기 때문에 2ch 등에서 이런 행태는 비판받았다. 그러나 이후로는 그런 모습을 보인 적이 거의 없고, 또 그가 그의 군사적 영향력을 알기 때문에 그렇게 행동하는 것이 아니냐는 반박도 있었다. 에렌의 힘이기 때문에 주위에서 왈가왈부하는 것보다는 본인이 선택해야한다는 생각이었던듯 하다. 기본적으로 선택권을 당사자에게 부여하는 편이므로 명령을 바라는 사람에게는 비판받을 수 있지만 틀렸다고는 할 수 없는 일이다.

## 외부 설정
- 조사병단 내의 공식 직책은 병사장(兵士長)이다. 동료들과 부하들은 평상사에는 그를 "병장" 혹은 "병장님"이라고 부른다. 근데 진격의 거인을 영어로 번역하느라 낮은 직급인 소령으로 번역되어서 리바이가 소령이라는 잘못된 인식이 미국에 잠시 퍼졌었다.
- 그의 이름인 리바이는 히브리어로 "애정을 가진, 참여하다."라는 뜻을 내포한다.
- 리바이란 이름은 이사야마 하지메가 본 미국의 다큐멘터리 <지서스 캠프(Jesus Camp)>의 남자아이 리바이에서 따왔다고 한다.
- 리바이의 나이는 단행본 수십권을 넘나들도록 현재(2020년)까지 밝혀지지 않는 미지의 수수께끼이다. 이사야마 하지메는 놀라울 정도로 나이가 많다는 애매한 언급만 남겼지만, 정확한 답변을 주지 않는 대신 30대 이상이라는 것만 확실하게 못 박았다. 2016년 2월, 진격의 거인 테마 파크 개장 기념 행사에서 또 다시 리바이의 나이에 관한 질문을 받았을 때에는 30대 후반이라고 대답했다. 하지만 아르민의 성우인 이노우에 마리나의 말에 따르면 그건 이사야마 선생님이 너무 긴장하셔서 실수로 잘못 답변한 것이라고 해명했으며 실제로는 30대 초반 (약 30 ~ 34세)이라고 정정했다. 이 정보는 <진격의 거인: ANSWERS> 가이드북에서 확실하게 공식화되었다.
- 차(茶, Tea)를 매우 좋아한다. 트로스트 구에서 활동하는 리브스 상회의 회장(오늘날로 따지면 중세 시대의 기업이나 재벌 회장 정도이다.) 디모 리브스와 거래를 맺는데 앞으로 조사병단은 리브스 상회가 판매하는 물건들을 구입하겠다고 말하던 도중 상품 품목에 차도 추가하라고 말해 두었다. 이사야마 하지메의 말에 따르면 찻집을 운영하는 것이 한때의 꿈이었다고 한다.
- 구 리바이 반의 반원이자 아끼는 부하였던 올루오 보자도가 항상 자신의 모습을 흉내내며 연기한다는 것을 알고 있었다. 하지만 굳이 내색하지는 않았다.
- 에르빈 스미스, 리바이 아커만, 한지 조에의 캐릭터 인터뷰에 따르면 한지를 목욕시킬 때에는 넉다운으로 기절시켜서 한다고 한다.
- 리바이의 주량은 그렇게 심한 정도가 아니라고 한다. 구체적으로는, 술에 쉽게 취하지 않는다.
- 리바이가 엄청난 결벽증을 가지고있는 원인은 위생이 더럽고 세균들이 난무하는 지하도시에서 생활했기 때문인 것으로 드러났다. 성병에 노출될 위험성이 다분한 사창가에서 태어나 삼촌인 케니가 구하러 와줄 때까지 굶주림으로 생사의 기로에 선 끔찍한 시간을 보냈기에 깔끔한 위생을 갖춘 장소에서 살고 싶어했고, 그 소원이 먼지 잡을 데 없이 완벽하게 깨끗한 장소에 대한 집착의 계기를 만들었다.
- 수면 시간은 평균 2 ~ 3시간 동안 잔다고 한다. 어린 시절부터 온갖 살인과 강도, 매춘, 무법, 배신이 암암리에 들끓던 지하도시에서 생활하면서 얻은 습관인 듯하다. 지하도시처럼 질이 나쁜 흉악범, 범죄자들이 우글거리고 툭하면 살인, 강도가 발생하는 것이 24시간 다반사인 끔찍한 무법지대에서 안심하고 정상적인 숙면을 취한다는 것은 언제 어디서든 나타나지 않은 적에게 신변을 노출시킬 수 있는 멍청한 짓이다. 수면 습관이 비정상적으로 나쁜 것은 범죄자들로부터 끈질기게 살아남고 24시간 눈 똑바로 불키고 경계하기 위한 차원으로 어쩔 수 없었던 것으로 보인다.
- 위와 같이 엄청나게 비정상적인 수면 습관과 더불어 지독한 불면증도 앓고 있다. 이사야마 하지메는 만일 리바이를 만나서 단 한 마디라도 뭔가를 부탁할 수 있게 된다면, "이왕이면 빨리 자러 가."라고 말하고 싶다고 했다. 취침 전에는 옷을 잘 갈아입지 않으며 침대보다는 의자 위에 누워서 취침을 한다.
- 리바이의 키와 성격은 마이트 아담의 아스트로 보이, 쿠로사와 아키라 감독의 영화 7인의 사무라이의 등장인물 카즈오에서 유래하였다. 왓치멘(Watchmen)의 주인공인 로르샤흐(Rorschach)에서 유래했다. 리바이와 로르샤흐 둘 다 키가 160대이고 고상한 레이스복을 착용하고 다니는 최강급의 전투력을 갖춘 냉혹하고 폭력적인 성향의 히어로라는 점, 범죄가 팽배한 무법지대에서 매춘부의 사생아로 태어났다는 범상치 않은 출생을 가졌다. 단, 어느 정도 모티브만 따오고 영감을 얻은 것뿐이지 차이점으로 차별화를 두었다. 리바이는 비위생적인 지하도시에서 살아온 경험으로 사소한 것이라도 더러운 것이라면 욕설까지 내뱉으며 질색팔색할 정도로 고상함을 추구하고 엄청난 결벽증을 갖고 있다면 로르샤흐는 몸단장 같은 건 신경 따위 안 쓰며 언제나 더럽고 난잡한 복장으로 돌아다닌다.
- 이사야마 하지메는 리바이의 여성 취향에 대해서 질문을 받았던 적이 있다. "어떤 타입의 여성을 좋아하냐고요? 리바이는 키가 작고 보통 키 작은 사람들은 자기보다 키가 큰 사람을 선호하는 경향이 있으니까... 키 큰 사람을 좋아할 것 같다는 생각이 들어요."라고 대답했다. 캐릭터 인터뷰에선 리바이는 어떤 부류의 인물을 좋아하느냐는 팬의 질문에 본인의 청소 기준을 충족시켜 주는 사람이라고 답변했다.
- 사창가에서 성을 매매하면서 생계를 이어갔었던 쿠헬 아커만과 함께 살아가느라 본인은 매춘부를 어디에나 있을 법한 일반적인 직업 쯤으로 여기고 있다. 반면에 삼촌인 케니 아커만은 동생인 쿠셸이 사창가에 저당을 잡힌 비참한 삶을 살다 죽은 것 때문에 쿠헬에게 아이를 낳지 않겠다고 맹세하기까지 했다. 그리고 그 맹세를 지키듯 두 번 다시 사창가로 돌아가지도 않았다. 매춘부였던 쿠셸과 같은 피해자를 오빠인 자신이 만들어서는 안 된다는 생각도 한 몫했을 것이다.
- 리바이의 친아버지는 지하도시 사창가에서 '올랭피아'라는 매춘부로 활동했었던 쿠셸 아커만이 사례비를 받고 받아준 고객이었던 것만 빼고는 밝혀진 것이 없다. 이사야마 하지메는 앞으로도 리바이의 아버지에 대한 외전을 새로 쓸 계획이 없다고 밝혔으며 '키 작은 남자'일 거라고만 정리했다. 애초에 리바이 본인은 자신의 친아버지가 누군지도 관심을 두지 않으며 쿠셸도 자신을 멋대로 임신시킨 남자 고객보다도 하나뿐인 혈육인 리바이에게 모든 애정을 쏟으며 끔찍한 가난 속에서도 말하기와 글쓰기도 가르치는 등 할 수 있는 최선의 교육을 했다. 친아버지 되는 쿠헬의 남고객도 본인이 돈 주고 성을 사간 매춘부인 쿠헬과 잠깐 한번만 쾌락성 성관계를 맺었을 뿐인데 그 이상으로 쿠헬에게 관심을 가질 이유도 없다. 독자들이 알든 모르든 크게 중요한 것도 아니다. 리바이가 진지하게 '아버지'로 여기고 평생 아버지인지 아닌지를 두고 관심을 기울였던 상대는 다름 아니라 누구보다 사랑하는 친어머니 쿠셀의 하나뿐인 혈육, 오빠이자 기아와 병으로 죽은 쿠셸의 의지를 이어 자신을 강하게 훈련시키고 육아까지 도맡아 사실상 '아버지'의 역할을 이행한 삼촌 케니 아커만이었다.
- 혈액형은 A형이다.
- 이발소나 미용실에 가지 않아도 혼자서 머리를 다듬고 깎을 수 있다. 주로 클리퍼로 이용해서 자신만의 독자적인 머리 스타일을 고수하는 듯하다.
- 리바이는 엘런이 청소를 가장 잘한다고 생각하고 있다. 그래서 대청소를 시작하면 에렌이 더러워진 방청소를 가장 잘해 주리라고 매번 기대하는 듯하지만 엘런은 안 그래도 무서워하는 리바이의 비위를 맞추어 주느라고 평상시에는 잘 안했던 청소를 세 배나 올려 열심히 한 것인지라 기대 이상으로 고역을 치른다.

## 기타

### 주제가
리바이 아커만의 공식적인 주제가(Theme)는 없으나 사실상의 주제가는 몇곡이 존재한다.
- 영어: The reluctant heroes 더 렐럭턴트 히어로즈[*] (저항하는 영웅들) - 리바이 아커만의 주제가로 가장 많이 언급되는 노래이다. 카미야 히로시본인이 직접 부른 <달의 뒷면>과 멜로디가 동일하다.
- 독일어: Flugel der Freiheit 플뤼겔 데어 프라이하이트[*] (자유의 날개 / 1기 2쿨 오프닝) - 1기 1쿨 오프닝이 엘런 예거, 3기 2쿨 오프닝이 아르민 아를레르트의 주제가라면 1기 2쿨의 오프닝은 리바이 아커만의 주제가적 성격이 강하다. 특이하게도 가사가 대부분 독일어로 이뤄져있다.
- 영어: Counterattack mankind 카운터어택 맨카인드[*] (반격하는 인류) - 멜로디는 Eren the Cordinate와 동일하며, 후반부 멜로디는 <The reluctant heroes>와 동일하다. 진격의 거인에서 가장 처음 사용된 OST인 것으로도 유명하다.
- K2 - K는 Ackermann의 K에서 따온것이다. 3기 1쿨 앞 파트에서 주로 사용되며, 특히 조사병단과 중앙헌병단의 전투 씬에서 사용되어 상당한 호평을 받았다. 그의 삼촌이자 대적 관계에 있는 케니 아커만의 테마곡이기도 하다.
- ThanksAT - 리바이와 엘런의 갈등에 나오는 곡으로, 보통 Levi's choice나 Armin's theme 등으로 잘 알려져있다. 아르민이 초대형거인을 계승할 때도 나오는 곡이므로 동시에 아르민 아를레르트의 테마곡이기도 한 노래이다.

이 곡 외에도 다양한 곡들이 리바이 아커만의 테마로 쓰인다.

### 인기
| 연도   | 순위 | 득표수 | 득표율 | 앞순번 격차         | 뒷순번 격차            |
| ------ | ---- | ------ | ------ | ------------------- | ---------------------- |
| 1회    | 1위  | 3,952  | 33.83% | 0 (리바이 아커만)   | 1,708 (엘런 예거)      |
| 2회    | 1위  | 10,420 | 24.80% | 0 (리바이 아커만)   | 4,132 (에르빈 스미스)  |
| 온라인 | 2위  | 48,522 | 21.94% | 1,621 (에렌 예거)   | 10,194 (에르빈 스미스) |
| 3회    | 2위  | 1,316  | 21.36% | 739 (에르빈 스미스) | 639 (한지 조에)        |

입체적이고 다양하게 구성된 풍성한 매력을 가진 덕분에 주인공인 엘런 예거, 미카사 아커만, 아르민 아를레르트마저 능가하는 시리즈 최고의 인기 캐릭터이다. 명실상부하게 제1, 제2 인기투표에서 연속으로 1위를 차지했다. 제3 인기투표에서는 상관이자 주군인 에르빈 스미스에게 밀려서 2위를 차지했지만 그에 뒤지지 않는 압도적인 명성과 팬덤, 시리즈를 대표하는 독보적인 인기를 유지하고 있다.
그는 엘런 예거, 에르빈 스미스, 한지 조에와 함께 진격의 거인에서 가장 선호도가 높은 캐릭터이다. 1,2차 인기투표때는 1위를 하였고 온라인, 3차 인기투표때도 3위권 밖을 벗어나지 않았다. 진격의 거인의 등장인물들 중에서 인기투표 순위 TOP 3을 놓친 적이 없는 유일한 캐릭터이다. 때문에 팬덤에서는 엘런 예거보다도 인기가 좋은 것으로 판단되기도 한다. 3차 투표 때에는 굉장히 큰 표 차이로 에르빈 스미스에게 패하였는데 이는 시간시나구 전투에서 에르빈의 연설의 영향인 것으로 보여진다. 그의 인기는 굉장히 높아서 그를 진격의 거인의 메인 주인공으로 분류하는 사람도 있을 정도이다. 1차 투표 때 그의 인기 요인으로는 말은 거친데 실력이 좋고 또 부하를 아끼는 면모가 꼽혔다. 한편, 리바이 특유의 폭력적인 성격과 극성 팬덤은 그에 대한 비판으로도 이어지는 경우가 있다.